# Моррис, Олвин
О́лвин Мо́ррис (англ. Alwyn Morris; 22 ноября 1957, Монреаль) — канадский гребец-байдарочник, выступал за сборную Канады на всём протяжении 1980-х годов. Чемпион летних Олимпийских игр в Лос-Анджелесе, серебряный и бронзовый призёр чемпионатов мира, победитель регат национального и международного значения.

## Биография
Олвин Моррис родился 22 ноября 1957 года в Монреале, по происхождению является аборигеном мохоки. В детстве активно занимался лакроссом, однако в конечном счёте сделал выбор в пользу гребли на байдарках, посчитав, что его физические данные лучше подходят для этого вида спорта. Проходил подготовку в спортивном клубе «Онэйк».
Первого серьёзного успеха на взрослом международном уровне добился в 1982 году, когда попал в основной состав канадской национальной сборной и побывал на чемпионате мира в югославском Белграде, откуда привёз награду серебряного достоинства, выигранную в зачёте двухместных байдарок на дистанции 1000 метров. Год спустя выступил на мировом первенстве в финском Тампере, где стал бронзовым призёром в двойках на дистанции 500 метров.
Благодаря череде удачных выступлений удостоился права защищать честь страны на летних Олимпийских играх в Лос-Анджелесе — в двойках вместе со своим напарником Хью Фишером завоевал здесь золотую медаль на тысяче метрах и бронзовую медаль на пятистах метрах. При всём при том, страны социалистического лагеря по политическим причинам бойкотировали эти соревнования, и многих сильнейших спортсменов из ГДР, Восточной Европы и СССР здесь попросту не было. За эти выдающиеся достижения в следующем сезоне был признан членом ордена Канады. По собственному признанию, орденом его наградили «за работу с юными аборигенами по профилактике алкогольной и наркотической зависимости».
После Олимпиады Моррис остался в основном составе гребной команды Канады и продолжил принимать участие в крупнейших международных регатах. Так, в 1988 году он прошёл квалификацию на Олимпийские игры в Сеуле, где, тем не менее, защитить чемпионское звание не смог, в паре с тем же Фишером в двойках на пятистах метрах сумел дойти только до стадии полуфиналов. Безрезультатно пытался пройти отбор на Олимпийские игры 1992 года в Барселоне и вскоре принял решение завершить карьеру профессионального спортсмена.
В 2000 году введён в Зал спортивной славы Канады. В 2010 году участвовал в эстафете олимпийского огня.